# Église Sacro Cuore di Gesù (Rome)
Pour les articles homonymes, voir Église du Sacré-Cœur de Jésus.
L’église Sacro Cuore di Gesù (en français : église du Sacré-Cœur de Jésus), est un lieu de culte catholique de Rome, situé dans le rione Sallustiano  sur la via Piave.

## Histoire et description
L'église est de construction récente, elle a été édifiée de 1914 à 1916 sur un projet d'Aristide Leonori. La façade principale donne sur la via Piave, mais dans le projet initial, elle devait regarder la via XX Settembre. L'église est séparée de la rue par un garde-corps en fer forgé. La façade est de style néo-gothique, précédée par une saillie centrale, aux côtés de laquelle se trouvent les entrées principales du bâtiment, avec deux rampes d'accès.
L'église appartient aux Servantes du Sacré Cœur de Jésus, dont le couvent est attaché à l'église.

## Architecture et ornementations
L'église de style néo-gothique est à trois nefs, séparées par des colonnes, et possédant des voûtes en ogives gothiques. Les deux nefs latérales se terminant par des absides, qui contiennent deux tableaux, l'un de saint Ignace de Loyola, et une copie de Notre-Dame de la Route, dont l'original est conservé dans l'Église du Gèsu. Une balustrade de bois qui séparait le chœur de la nef est maintenant remplacée par du fer forgé. L'ensemble de l'église est enrichie par les œuvres de Pietro Gabrini (es).
L'église possède des vitraux provenant de Munich et représentant divers saints. Ceux du transept illustrent L'Eucharistie et Le Sacrifice de Melchisédech à gauche, et L'Adoration de l'Eucharistie par toutes les races à droite. L'abside centrale est décorée par une mosaïque représentant Jésus parmi les saints.

## Galerie

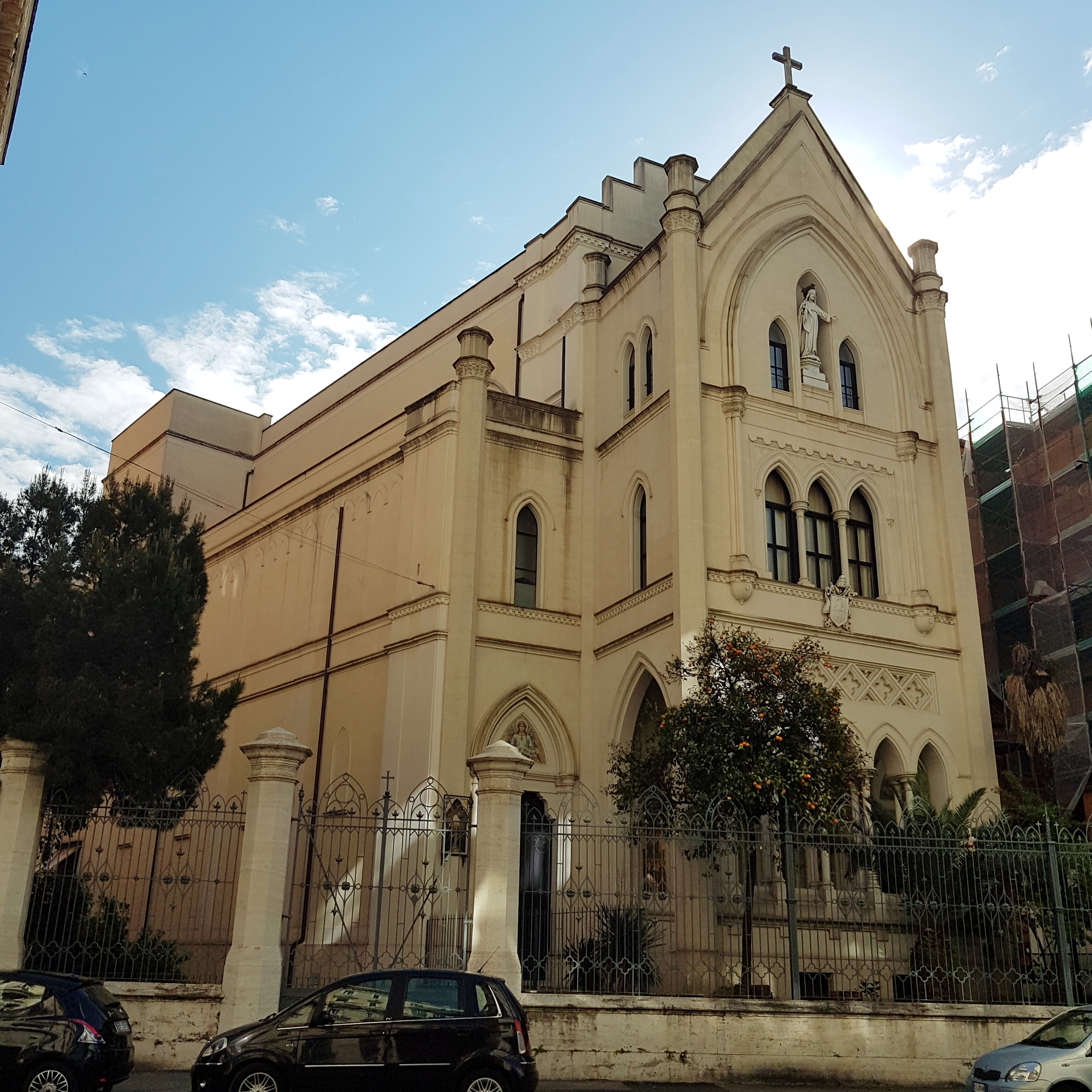
L'église via Piave dans le Sallustiano.
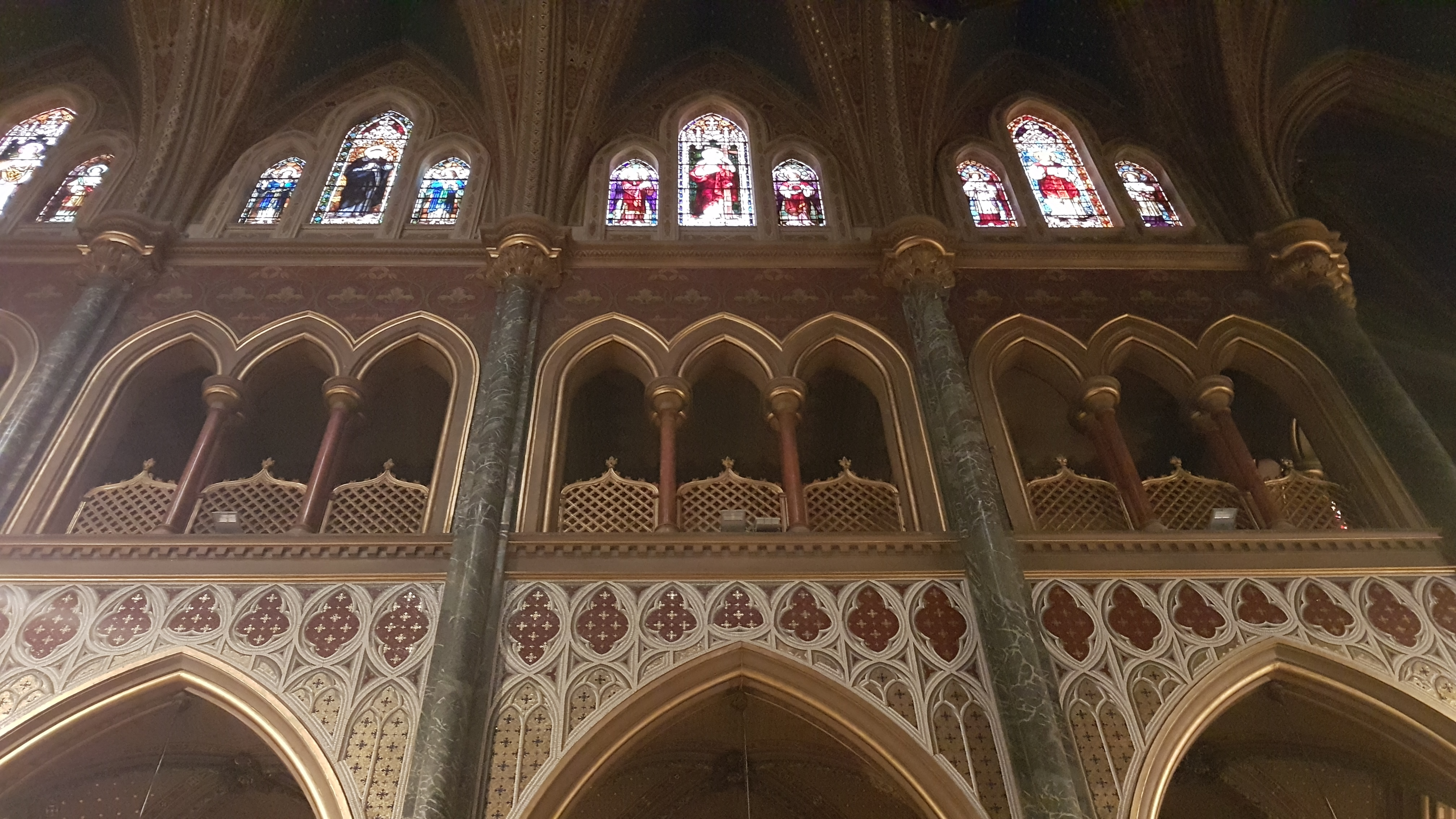
Tribune (matroneum) du collatéral.
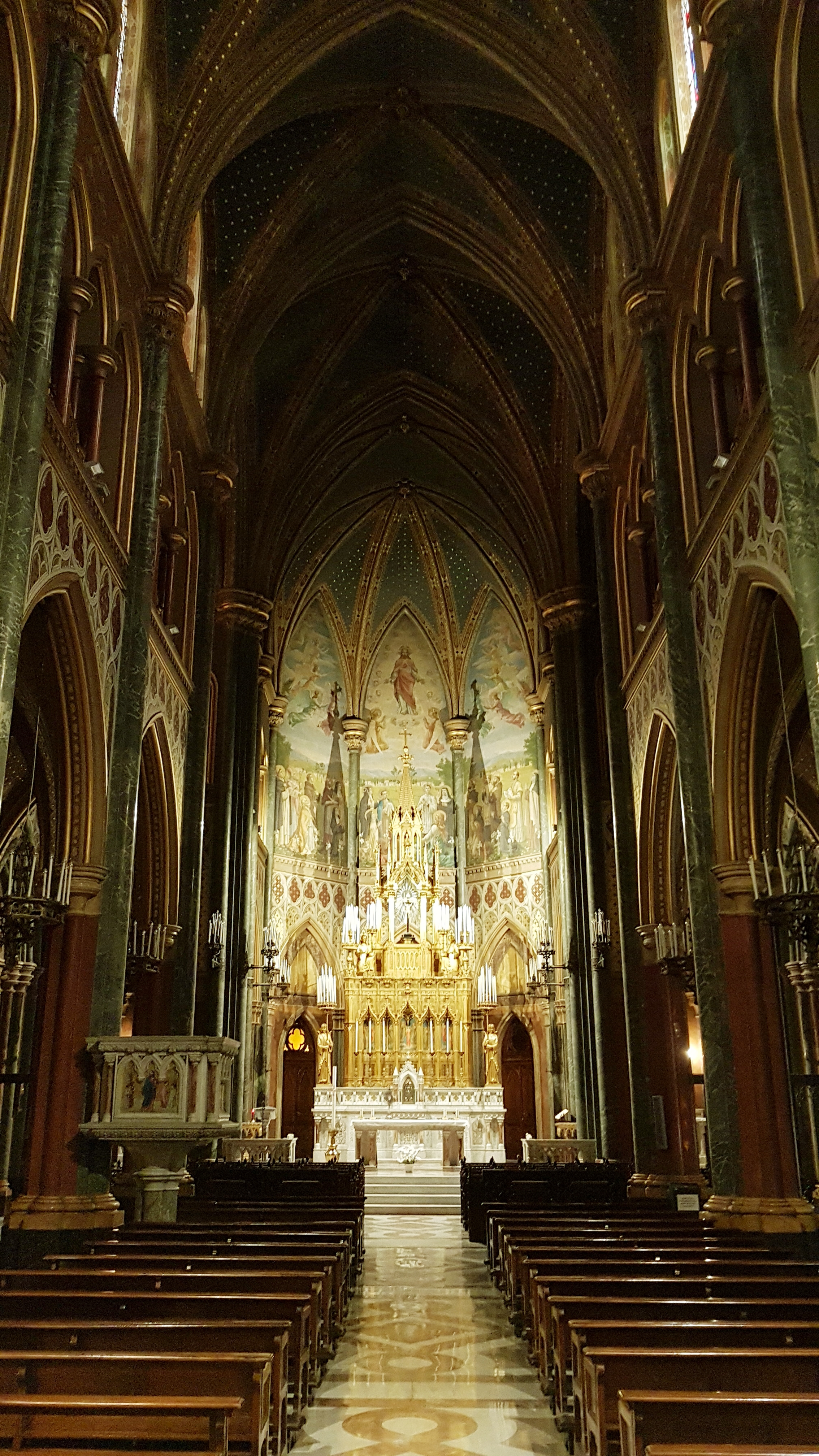
La nef centrale vers le chœur.
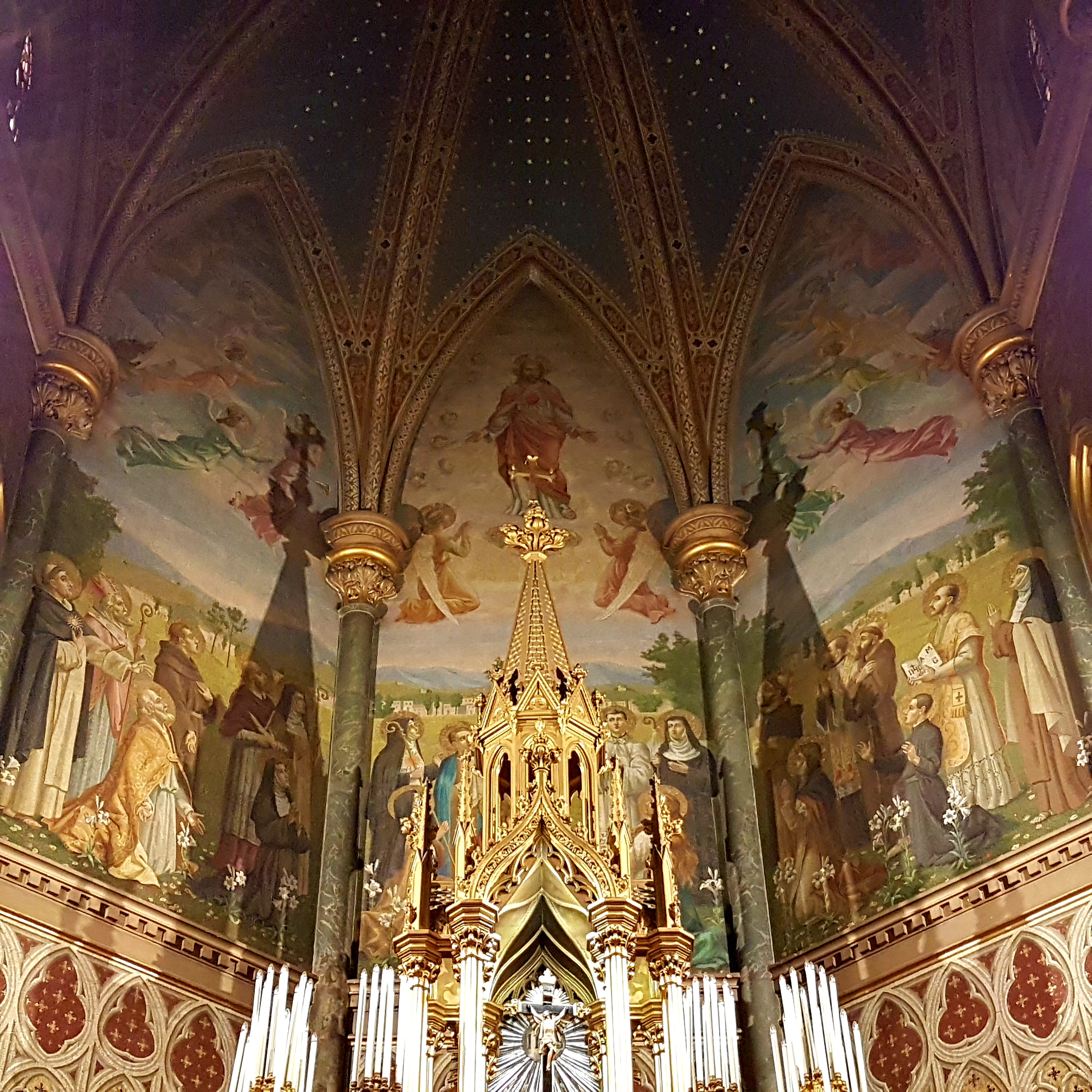
Fresques de l'abside.
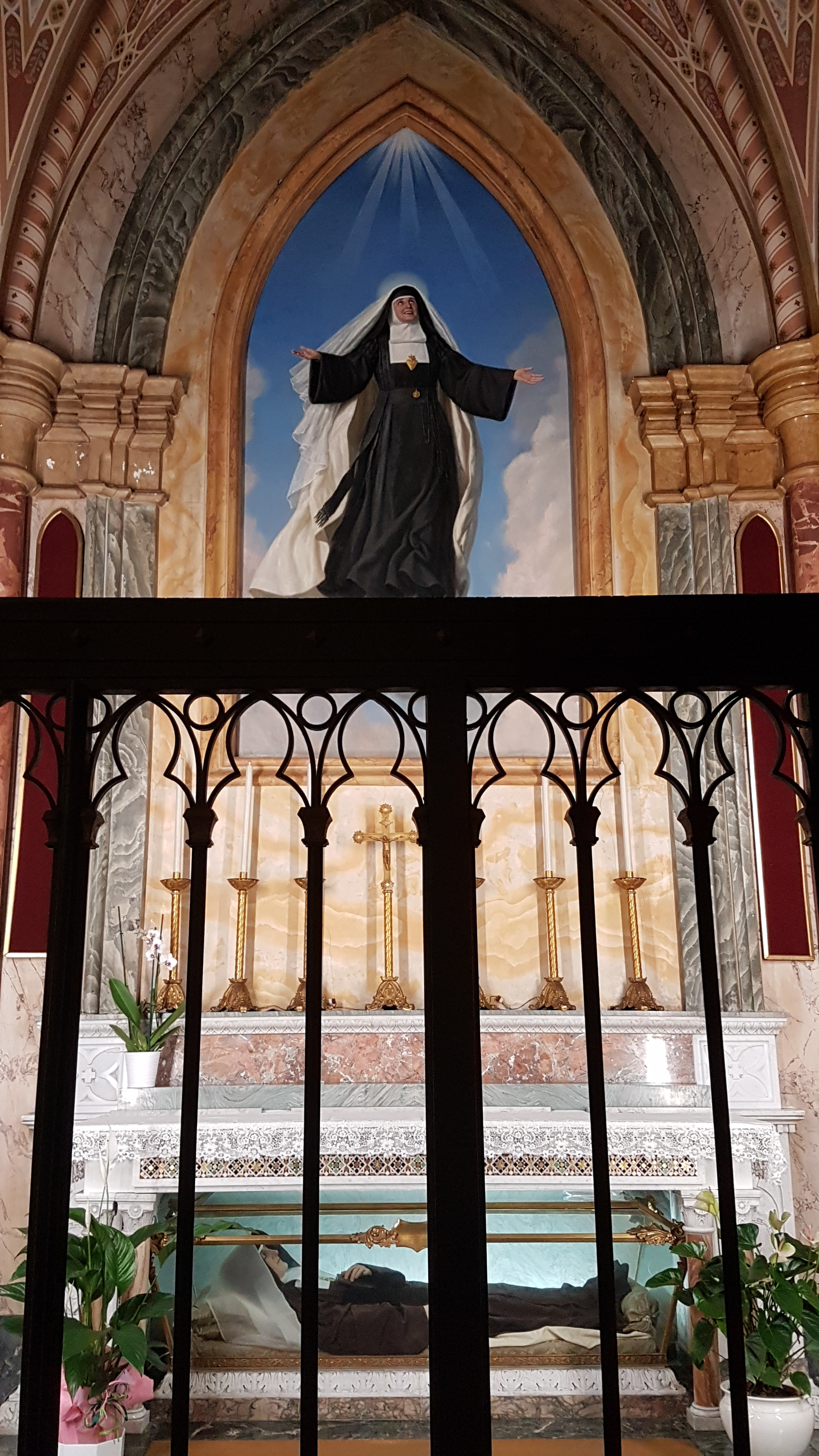
Chapelle Sainte Raphaelle Porras y Ayllon.